# Siklósbodony
Siklósbodony ist eine ungarische Gemeinde im Kreis Siklós im Komitat Baranya.

## Geschichte
Siklósbodony wurde 1295 erstmals urkundlich erwähnt.